# Грана
Грана, Ґрана (італ. Grana, п'єм. Gran-a) — муніципалітет в Італії, у регіоні П'ємонт, провінція Асті.
Грана розташована на відстані близько 490 км на північний захід від Рима, 50 км на схід від Турина, 14 км на північний схід від Асті.
Населення — 632 особи (2014).
Щорічний фестиваль відбувається 15 серпня. Покровителька — Богородиця Небовзята.

## Демографія
Населення за роками:

Станом на 1 січня 2023 року в муніципалітеті офіційно проживало 35 іноземців з 8 країн, серед них 14 громадян країн Євросоюзу.

## Сусідні муніципалітети
- Калліано
- Казорцо
- Кастаньоле-Монферрато
- Граццано-Бадольйо
- Монкальво
- Монтеманьо
- Пенанго